# Comisión Estatal de Servicios Públicos de Tijuana
La Comisión Estatal de Servicios Públicos de Tijuana, conocida como CESPT, es un organismo público que pertenece al gobierno del Estado de Baja California encargada de brindar el suministro de agua potable y alcantarillado sanitario a las ciudades de Tijuana y Playas de Rosarito, así como el saneamiento de las aguas residuales para evitar la contaminación en el mar.

## Historia
Entre los años de 1960 y 1965 la Presa Abelardo L. Rodríguez vivió una situación de extrema sequía por lo que el agua llegó a ser escasa en la ciudad. Por ello, las autoridades locales comenzaron estudios para encontrar soluciones a este problema de suministro. Para ello, se decidió construir un acueducto de Mexicali hacia Tijuana, para abastecer la zona costa de Baja California. Estas acciones fueron realizadas por la Junta Federal de Agua Potable y Alcantarillado del Distrito Urbano de Tijuana, antecedente directo de la CESPT. 
En 1966, por iniciativa del Congreso del Estado y del gobernador Raúl Sánchez Díaz M., se crea la Comisión Estatal de Servicios Públicos de Tijuana, descentralizada del Gobierno del Estado, mediante decreto n.º 44 de la Legislatura Constitucional del Estado. En 1970, comenzó la construcción de una desaladora en Rosarito y en 1974, la construcción del Acueducto Río Colorado-Tijuana. En 1979, el municipio de Tecate, formó parte de la cobertura de la CESPT. Un año más tarde, finalizaría la construcción del acueducto antes mencionado. En 1985, se clausuró la desaladora de Rosarito, por los costos de operación. 
En 1991, se desincorpora Tecate, tras la creación de la Comisión Estatal de Servicios Públicos de dicha ciudad. El 27 de octubre de 2006 el consejo Directivo de la Comisión de Cooperación Ecológica Fronteriza (COCEF) y el Banco de Desarrollo de América del Norte (BDAN) aprobaron la certificación del proyecto para la ampliación de redes de alcantarillado sanitario en el municipio de Playas de Rosarito de la Comisión Estatal de Servicios Públicos de Tijuana (CESPT).
En 2021, se aprobó  la creación de la Comisión Municipal de Aguas de Tijuana (COMATI), con la intención de trasladar la paraestatal a ser un organismo municipal, es decir, perteneciente al Ayuntamiento de Tijuana. Sin embargo, tras la resolución de la SCJN, el mismo cabildo dio marcha atrás.

## Administración y estructura
La administración de la Comisión Estatal de Servicios Públicos de Tijuana está encargada a un consejo de administración al cual pertenecen:
- Gobernador del Estado o su Representante.
- Secretario de Infraestructura y Desarrollo Urbano del Estado.
- Secretario de Planeación y Finanzas del Estado.
- Presidente municipal de Tijuana.
- Presidente municipal de Playas de Rosarito.
- Dos representantes de la iniciativa privada
- Un representante ciudadano.

La estructura de la organización cuenta con algunas subdirecciones, entre ellas:
- Subdirección de Atención a Usuarios
- Subdirección de Mantenimiento Hidráulico
- Subdirección de Construcción
- Subdirección de Agua y Saneamiento
- Subdirección de Administración de Recursos
- Subdirección de Planeación e Innovación

Además, con 6 unidades administrativas:
- Unidad Jurídica
- Unidad de Auditoría Interna
- Unidad de Relaciones Públicas
- Unidad de Informática
- Unidad de Transparencia

Por último, cuenta con 12 departamentos: 
- Padrón y facturación
- Atención al público
- Atención especializada
- Cobranza
- Subrecaudación de rentas adscrita
- Estrategias de comercialización
- Agua y saneamiento
- Mantenimiento de redes
- Obras
- Recursos humanos
- Recursos financieros
- Bienes y servicios

## Directores de la CESPT
| Año         | Nombre                                             | Gobernador                                    | Partido |
| ----------- | -------------------------------------------------- | --------------------------------------------- | ------- |
| 2022        | Víctor Daniel Amador Barragán                      | Marina del Pilar Ávila Olmeda                 |         |
| 2022        | Juan Jorge Enríquez García (Encargado de despacho) | Marina del Pilar Ávila Olmeda                 |         |
| 2021 - 2022 | Gonzalo López López                                | Marina del Pilar Ávila Olmeda                 |         |
| 2021        | Juan Pablo Guerrero Mercado                        | Marina del Pilar Ávila Olmeda                 |         |
| 2021        | Elí Topete Robles                                  | Jaime Bonilla Valdez                          |         |
| 2020 - 2021 | Eliel Alejandro Vargas Pulido                      | Jaime Bonilla Valdez                          |         |
| 2020        | Sergio Antonio Rosete Weben                        | Jaime Bonilla Valdez                          |         |
| 2019 - 2020 | Rigoberto Laborín Valdez                           | Jaime Bonilla Valdez                          |         |
| 2019        | Enrique Ruelas López                               | Francisco Vega de Lamadrid                    |         |
| 2018 - 2019 | Germán Jesús Lizola Márquez                        | Francisco Vega de Lamadrid                    |         |
| 2016- 2018  | Alfonso Álvarez Juan                               | Francisco Vega de Lamadrid                    |         |
| 2013 - 2016 | Miguel Lemus Zendejas                              | Francisco Vega de Lamadrid                    |         |
| 2007 - 2013 | Hernando Durán Cabrera                             | José Guadalupe Osuna Millán                   |         |
| 2006 - 2007 | José Guadalupe Zamorano Ramírez                    | Eugenio Elorduy Walther                       |         |
| 2005 - 2006 | Jorge Ramos Hernández                              | Eugenio Elorduy Walther                       |         |
| 2001 - 2005 | Miguel Ávila Niebla                                | Eugenio Elorduy Walther                       |         |
| 1995 - 2001 | Ismael Grijalva Palomino                           | Alejandro González Alcocer Héctor Terán Terán |         |
| 1995        | Daniel Cervantes González                          | Alejandro González Alcocer Héctor Terán Terán |         |
| 1990 - 1995 | José Guadalupe Osuna Millán                        | Ernesto Ruffo Appel                           |         |
| 1989 - 1990 | Rafael Balderrábano Zayas                          | Ernesto Ruffo Appel                           |         |
| 1983 - 1989 | Armando Valenzuela Sáenz                           | Xicoténcatl Leyva Mortera                     |         |
| 1977 - 1983 | Carlos Oviedo Patterson                            | Roberto de la Madrid Romandía                 |         |
| 1971 - 1977 | Luis Ramírez Ochoa                                 | Milton Castellanos Everardo                   |         |
| 1966 - 1971 | Juan Ojeda Robles                                  | Raúl Sánchez Díaz Martell                     |         |